# Підковик
Підковик (Rhinolophus Lacepede, 1799) — рід ссавців (Mammalia) з ряду лиликоподібних, або рукокрилих (Vespertilioniformes, seu Chiroptera). Етимологія: грец. ῥίς (родовий відмінок грец. ῥινός) — «ніс», грец. λόφος — «гребінь».
Єдиний сучасний рід родини підковикових (Rhinolophidae Gray, 1825) у світовій фауні. Один з найбільших за числом видів рід ссавців, включає понад 100 сучасних видів.
Рід відомий в Україні також під назвою «підковоніс» (анг. — «horseshoe bat» = «кажан підкови»). Назва пов'язана з розвитком навколо ніздрів спеціальних шкірних складок, які формують своєрідну підковоподібну фігуру.

## Обсяг роду
У складі роду понад 100 видів (за Mammal species of the World 2005 — 77 видів). В Україні два види і знахідки ще двох південних видів припускаються для південнобережжя Криму:
- підковик малий (Rhinolophus hipposideros (Bechstein, 1800)) — Закарпаття, Прикарпаття, Поділля, Крим
- підковик південний (Rhinolophus euryale Blasius, 1853) — знахідки припускаються в Криму
- підковик Мегея (Rhinolophus mehelyi Matschie, 1910) — знахідки припускаються в Криму
- підковик великий (Rhinolophus ferrunequinum (Schreber, 1774)) — Закарпаття, Крим.

Повний список видів роду Rhinolophus наведений в статті Підковикові.